# Channel Tres
Channel Tres, de son vrai nom Sheldon Young est un rappeur, chanteur et musicien américain originaire de Compton. Il est principalement connu pour ses titres Controller & Topdown.

## Biographie
Sheldon Young nait et grandit dans le sud de Los Angeles, entre Compton et Lynwood. Il est élevé par ses arrière-grands-parents et passe beaucoup de temps à l'église, où il joue de la batterie pour la chorale. Il quitte son foyer pour étudier la musique dans une université chrétienne privée à Tulsa. À son retour à Los Angeles, un ami d'enfance (l'artiste August 08 de 88rising) l'implique dans des sessions en studio, où il se forme en produisant pour Duckwrth, Wale, Kehlani et d'autres.
Channel Tres se fait remarquer à l'international en 2018. Son titre Controller est en effet joué maintes fois sur la BBC Radio 1. Pete Tong, DJ de cette même radio, qualifie le titre d'Essential New Tune.
Le morceau Controller est également joué sur la A-list de la radio australienne Triple J, cette dernière le qualifiant d' « un des plus grands succès cultes de 2018 ». L'artiste enchaine avec la sortie de son EP éponyme en 2018 puis avec d'autres singles, notamment Black Moses, en featuring avec JPEGMAFIA. 
Channel Tres a fait ses premiers concerts en tête d'affiche aux États-Unis, Australie et Nouvelle-Zélande en 2019.

## Discographie

### Remixes
- 2018 : Aaron Childs - Tangerine (Channel Tres Remix)
- 2018 : Grace Carter - Why Her Not Me (Channel Tres Remix)
- 2018 : Rhye - Stay Safe (Channel Tres Remix)
- 2018 : Winston Surfshirt - Project Redo (Channel Tres Remix)
- 2018 : DMA's - The End (Channel Tres Remix)
- 2019 : Tyler, the Creator - Earfquake (Channel Tres Remix)
- 2019 : August 08 featuring Smino - Blood On My Hands (Channel Tres Remix)
- 2019 : Snakehips featuring Anna of the North - Summer Fade (Channel Tres Remix)
- 2019 : Mark Ronson featuring Lykke Li - Late Night Feelings (Channel Tres Remix)
- 2020 : King Princess - Hit the Back (Channel Tres Remix)
- 2020 : Joji - Gimme Love (Channel Tres Remix)
- 2020 : Kris Yute - I Did It (Channel Tres Remix)